# Большая Курба
Большая Курба — деревня в Советском районе Кировской области в составе Кичминского сельского поселения.

## География
Находится в месте впадения Курбы в Немду, на расстоянии примерно 42 километра на юг от районного центра города Советск и в 4 километрах на восток от села Кичма.

## История
Известна с 1873 года как деревня Курба, где тогда было отмечено дворов 74 и жителей 587, в 1905 79 и 495, в 1926 113 и 629, в 1950 81 и 327 соответственно. В 1989 году проживало 73 человека..

## Население
Постоянное население составляло 49 человек (русские 84 %) в 2002 году, 12 в 2010.